# انشوپینگ
شهر انشوپینگ (به سوئدی: Enköping) در ناحیه شهری انشوپینگ در کشور سوئد واقع شده‌است. جمعیت این شهر ۱۹۳۵٫۰۵  نفر است.